# Germinal (román)
Germinal (1885) je třináctý román francouzského spisovatele Émila Zoly z jeho knižního cyklu Rougon-Macquartové.
Odehrává se v 60. letech 19. století a popisuje boj francouzských horníků za lepší životní podmínky. Název knihy odkazuje na vzestup socialistického a anarchistického hnutí: germinal byl ve francouzském revolučním kalendáři prvním jarním měsícem (z výrazu germination, který znamená „klíčení“, „rašení“).
Většinou odborníků je považován za jeho pravděpodobně nejlepší dílo. Podle Havelocka Ellise „se zdá, že se jedná o jedinou knihu, která Zolu nakonec přežije“.

## Vznik
Zola ho psal mezi dubnem 1884 až lednem 1885, nejdříve byl publikován jako tzv. románový fejeton v časopisech Gil Blas (listopad 1884 – únor 1885) a La Vie populaire (duben – červenec 1885), knižně vyšel roku 1885. Podle profesorky literatury Idy-Marie Frandonové se Zola při psaní díla inspiroval románem Sans Famille od Hectora Malota a znalosti z oblasti hospodářství čerpal z díla La Science Économique od ekonoma Yvese Guyota. Zcela určitě využíval také informace o hornictví z knihy francouzského inženýra Louise Simonina La vie souterraine.

## Analýza
Jedná se o sociálně-kritické dílo, v němž Zola dal najevo, že plně chápe zoufalou situací svých hrdinů – horníků. To vnímali i samotní horníci, a když pak spisovatel zemřel, tak někteří navštívili jeho pohřeb a skandovali tam název tohoto jeho románu. Pomocí živočišných metafor v něm Zola mistrně vykresluje kontrast mezi drsným životem dělníků, který je plný beznaděje a bezstarostností vyšších společenských tříd.

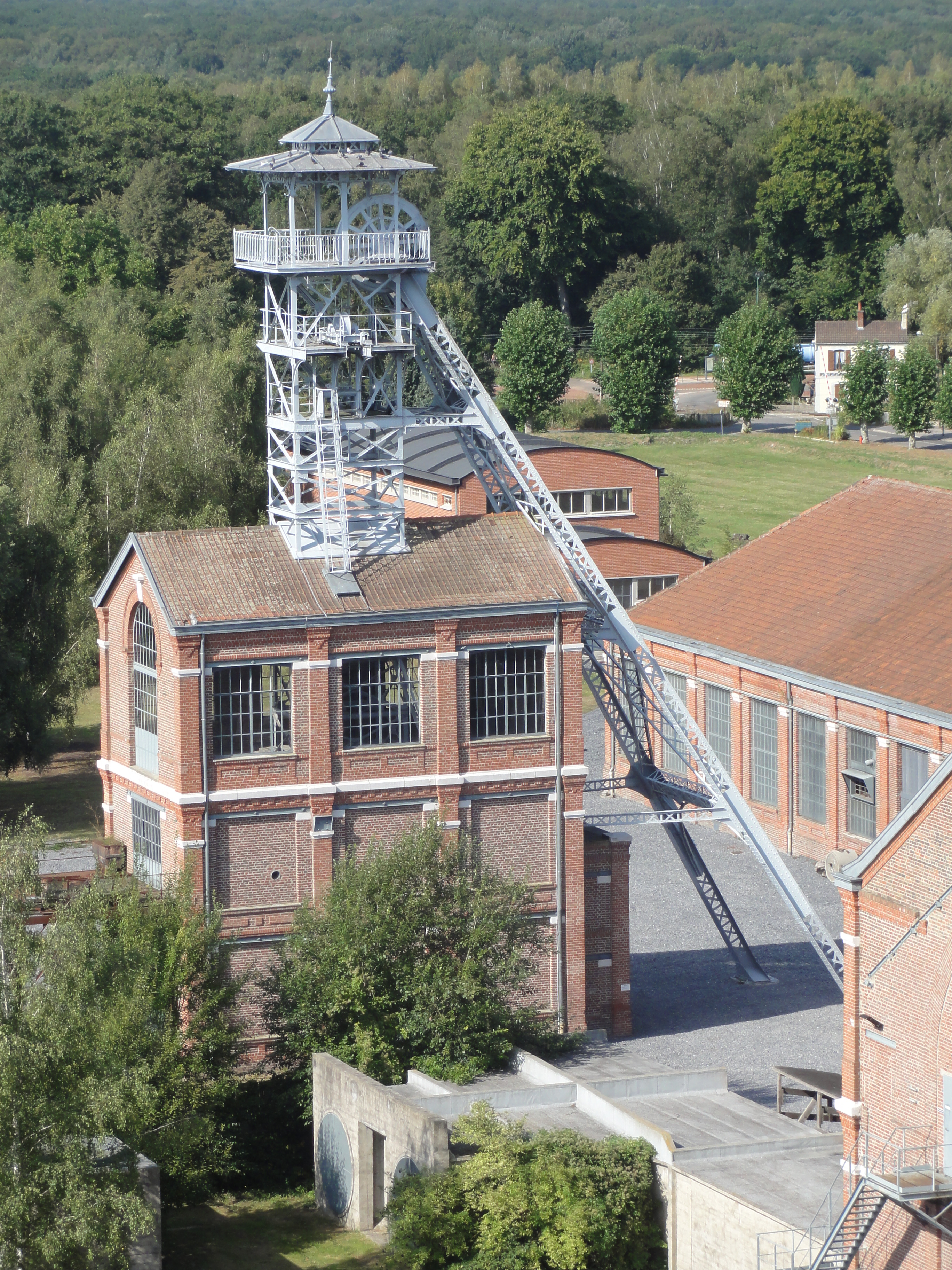
Šachta dolů francouzských Fosse Arenberg použitá ve filmovém zpracování románu z roku 1993

Na rozdíl od jeho ostatních románů je úvodní část Germinalu klidná, bez dějových zvratů, ke gradaci dochází až zhruba ve čtvrtině děje. Kniha se z pohledu hlavních hrdinů vyznačuje temnou atmosférou, jen její závěr je poměrně optimistický.

## Děj
Francie, 60. léta 19. století. Mladý strojník Étienne (Štěpán) Lantier přišel o práci, a tak chodí po kraji a hledá jinou. Nalezne ji v uhelném dolu u města Montsou. Pracuje zde v partě horníka Maheua, u jehož početné rodiny začne časem bydlet. Práce v dole je velice těžká, riskantní a špatně placená. Maheuovým stačí výdělek sotva na jídlo a to mají ještě dluhy. Naproti tomu vlastníci a vedoucí pracovníci velké důlní společnosti si žijí v přepychu a na horníky se někdy dívají přezíravě. Štěpán se časem s Maheuem spřátelí a zalíbí se mu také jeho dcera Kateřina. Než s ní ale stačí navázat bližší vztah, podlehne Kateřina naléhání hrubiánského horníka Chavala. S bídnou situací horníků se Štěpán nedokáže smířit a zajímá se o socialistické a anarchistické myšlenky. Postupně se radikalizuje. O svých myšlenkách také debatuje s ostatními horníky, na které začne mít velký vliv a přesvědčí je, aby založili podpůrnou pokladnu pro případ stávky.
Když během hospodářské krize sníží důlní společnost mzdy, je to už pro horníky neúnosné a vypukne stávka. Štěpán se stane hornickým vůdcem. Časem začnou horníci hladovět, ale a frustrovaní horníci se rozhodnou zabránit v práci dělníkům, kteří se stávky neúčastní a uchýlí se k násilí. Začnou ničit doly a mlátit horníky, kteří nestávkují. Kamením napadnou i zástupce důlní společnosti. Je povolána armáda. Maheuovým zemře hlady jedno jejich dítě, ale stávka stále pokračuje. Nakonec dojde ke srážce mezi horníky a vojáky, jež chrání důl a dělníky, co se stávky neúčastní. Několik horníků je při tom zastřeleno, jedním z nich je i Maheu. Stávka poté skončí, do práce se vrátí i Štěpán. Důl je ale ve špatném stavu a navíc ho tajně poničí Štěpánův přítel, anarchistický strojník Suvarin. Roubení dolu se zhroutí a jeho chodby jsou zaplaveny. V jedné z nich uvízne Štěpán s Kateřinou, která se předtím rozešla s násilnickým a majetnickým Chavalem. I ten ale s nimi v chodbě zůstane. Když začne Kateřinu obtěžovat, Štěpán ho zabije. Než se k nim po více než devíti dnech prokopají záchranné čety horníků, Kateřina zemře. Poté, co se Štěpán zotaví, vydá se do Paříže, aby mohl pracovat pro dělnické hnutí.

## Adaptace
Kniha se dočkala několika filmových a jedné televizní adaptace, naposledy byla zfilmována v režii Clauda Berriho roku 1993. Určitý počet snímků se také pravděpodobně od 30. let 20. století románem pouze inspiroval. Následující seznam obsahuje pouze klasické adaptace románu:
- La Grève (1903), pouze patnáctiminutový snímek, režie Ferdinand Zecca[8]
- Au pays noir (1905), režie Lucien Nonguet[8]
- Au pays des ténèbres (1911–1912), režie Victorin Jasset[8]
- Germinal (1913), režie Albert Capellani[8]
- Germinal (1963), režie Yves Allégret
- Germinal (1970), pětidílný britský televizní seriál
- Germinal (1993), režie Claude Berri

## Zajímavost
Podle hrdiny románu si zvolil původní pseudonym Maheu český spisovatel Jiří Mahen. Pseudonym Mahen údajně vzniknul sazečovým omylem, Jiří Mahen si ho však ponechal.